# Anton Jedek
Anton Jedek C.Ss.R. (* 8. Juli 1834 in Schlaney, Landkreis Glatz, Provinz Schlesien; † 17. Februar 1903 in Tuchów, Galizien; seit 1918 Polen) war ein deutscher Redemptorist.

## Leben
Anton Jedek besuchte das Katholische Gymnasium in Glatz und studierte anschließend Theologie. Nach dem Noviziat trat er 1857 in den Redemptoristenorden ein. 1861 wurde er in Graz zum Priester geweiht. Ab 1863 gehörte er dem Ordenskollegium auf dem Heiligen Berge in Příbram in Böhmen an. Von 1869 bis 1880 war er Rektor der Prager Ordensniederlassung.
1880 beauftragte ihn die österreichische Ordensprovinz mit der Wiedereinführung der Redemptoristen in Galizien, die 1808 aus Polen vertrieben worden waren. Nachdem er die polnische, die ruthenische und die ungarische Sprache erlernt hatte, wurde Jedek 1883 Superior der Klostergemeinschaft der ersten polnischen Ordensniederlassung im galizischen Mościska. Ab 1896 bekleidete er dieses Amt in dem ebenfalls neu gegründeten Tuchów bei Tarnów. Daneben hielt er Missionen und Exerzitien für Geistliche und Laien.
Anlässlich seiner Beerdigung hielt der Krakauer Weihbischof Anatol Nowak ein Pontifikalrequiem.